# Martin cendré
Acridotheres cinereus
Espèce
Statut de conservation UICN

 VU  : Vulnérable
Le Martin cendré (Acridotheres cinereus) est une espèce de passereau de la famille des Sturnidae originaire d'Asie du Sud-Est. Il est aussi appelé Mainate cendré et Martin à ventre blanc.

## Répartition
Cette espèce est originellement endémique de la péninsule sud de l'île des Célèbes, en Indonésie, plus précisément au nord de la ville de Rantepao, dans la province du Sulawesi du Sud,. Elle est aussi signalée sur l'île de Sumatra, le reste de l'archipel des Célèbes et les Petites îles de la Sonde
Le Martin cendré a également été introduit au Timor oriental et dans le nord-est de l'Inde, ainsi que dans la ville de Kuching, capitale de l'État de Sarawak en Malaisie.